# Campionato svizzero femminile di calcio 2009-2010

## Lega Nazionale A

### Partecipanti
Concordia Basilea ·  Grasshopper ·  Kriens ·  Rapperswil-Jona ·  Staad ·  Rot-Schwarz Thun ·  Young Boys ·  Yverdon ·  Zuchwil 05 ·  Zurigo

## Lega Nazionale B

### Partecipanti
Baden ·  Chênois ·  Kirchberg ·  LUwin.ch ·  Münsterlingen ·  Rapid Lugano ·  Schlieren ·  Schwyz ·  San Gallo ·  Vétroz

## Prima Lega

### Partecipanti

#### Gruppo 1
F.C. Bramois femminile · F.C. Etoile-Sporting femminile I · F.C. Gurmels femminile · F.C. Kirchberg femminile · F.C. Rot-Schwarz femminile
 ·  S.V. Sissach femminile · F.C. Therwil femminile · F.C. Vuisternens/Mézières femminile · F.C. Walperswil femminile · F.C. Yverdon Féminin

#### Gruppo 2
F.C. Aarau femminile · F.C. Blue Stars Zürich femminile · U.S. Gambarogno femminile · F.C. Muri femminile · F.C. Niederbipp femminile · F.C. Ostermundigen femminile · F.C. Richterswil femminile · Femina Kickers Worb · F.C. Zollikofen femminile · F.C. Zürich Frauen 2

#### Gruppo 3
F.C. Bülach femminile · F.C. Eschenbach femminile · F.C. Gossau femminile · F.C. Kloten femminile · F.C. Malters femminile · F.C. Neunkirch femminile · F.C. Staad femminile · F.C. Widnau femminile · F.C. Willisau femminile · S.C. Young Fellows Juventus femminile